# Alexander Kucharsky
Alexander Kucharsky (Varsó, 1741. március 18. – Párizs, 1819. november 5.) lengyel festő, aki elsősorban Franciaországban dolgozott.

## Élete
Kucharsky Varsóban született. Fiatalon II. Szaniszló Ágost lengyel királynál, a  Lengyel–Litván Köztársaság utolsó megválasztott uralkodójánál szolgált. Először szülővárosában tanult Marcello Bacciarelli műtermében. 1760 és 1769 között II. Szaniszló Ágost király támogatásával Párizsban Joseph-Marie Vien és Charles-André van Loo irányítása alatt folytatta a tanulmányait a Királyi Akadémián.
Mivel portréművész lett, és nem II. Szaniszló Ágost akaratának megfelelően történelmi témájú festményeket készített, elvesztette a király pártfogását. 1776 és 1778 között Condé herceg szolgálatában állt. Szeretett félalakos portrékat festeni pasztell- vagy olajfestékkel, néha miniatűröket is készített. A francia és a lengyel arisztokrácia fontos személyiségeinek arcképeit festette meg. Utóbbiak száma megnövekedett Franciaországban XV. Lajos király és Leszczyńska Mária házasságkötése után.
Miután 1789-ben távozott Louise Élisabeth Vigée Le Brun udvarából,  Mária Antónia királynő festője lett. Több portrét festett a királynőről, a királyi gyerekekről és az udvar tagjairól, többek között Mária Lujza hercegnéről, X. Károly királyról, Artois grófnéjáról, de megfestette II. Katalin orosz cárnőt is.
Legismertebb alkotásai közé tartoznak a halálra ítélt francia királyi családról, elsősorban a névleges uralkodóról, XVII. Lajos királyról készült portréi, és az 1793-ban Mária Antóniáról készített utolsó portré.
A francia forradalom évei alatt az ancien régime-t támogatta, idős korában Párizs közelében, Sainte-Périne-ben élt, XVIII. Lajos francia király kegydíjból élt, Párizsban halt meg, a Père-Lachaise temetőben nyugszik.

## Képgaléria

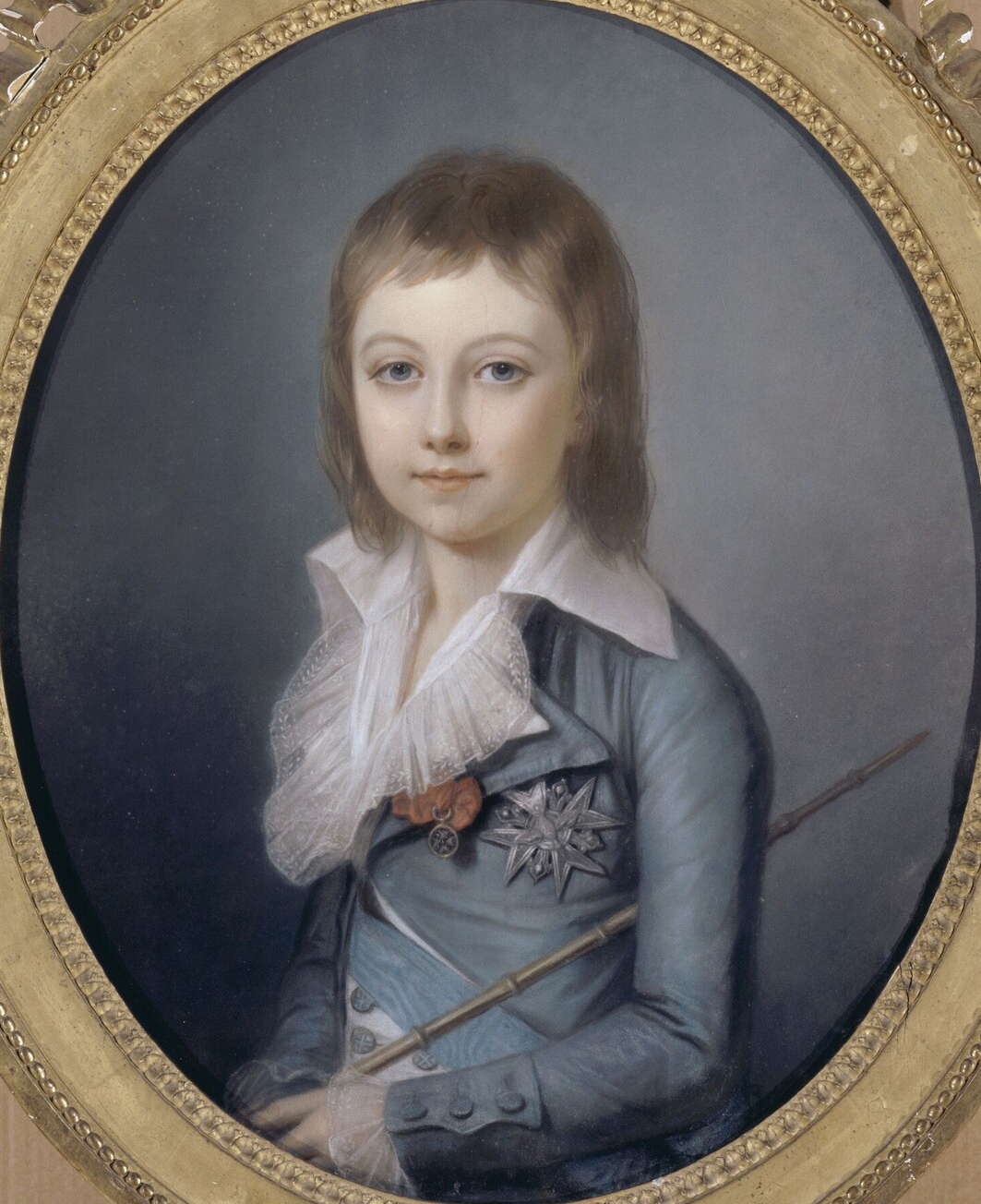
Lajos Károly, Normandia hercege (1789)
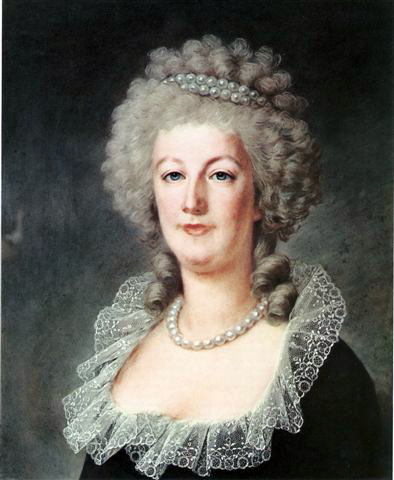
Mária Antónia királynő (1790)
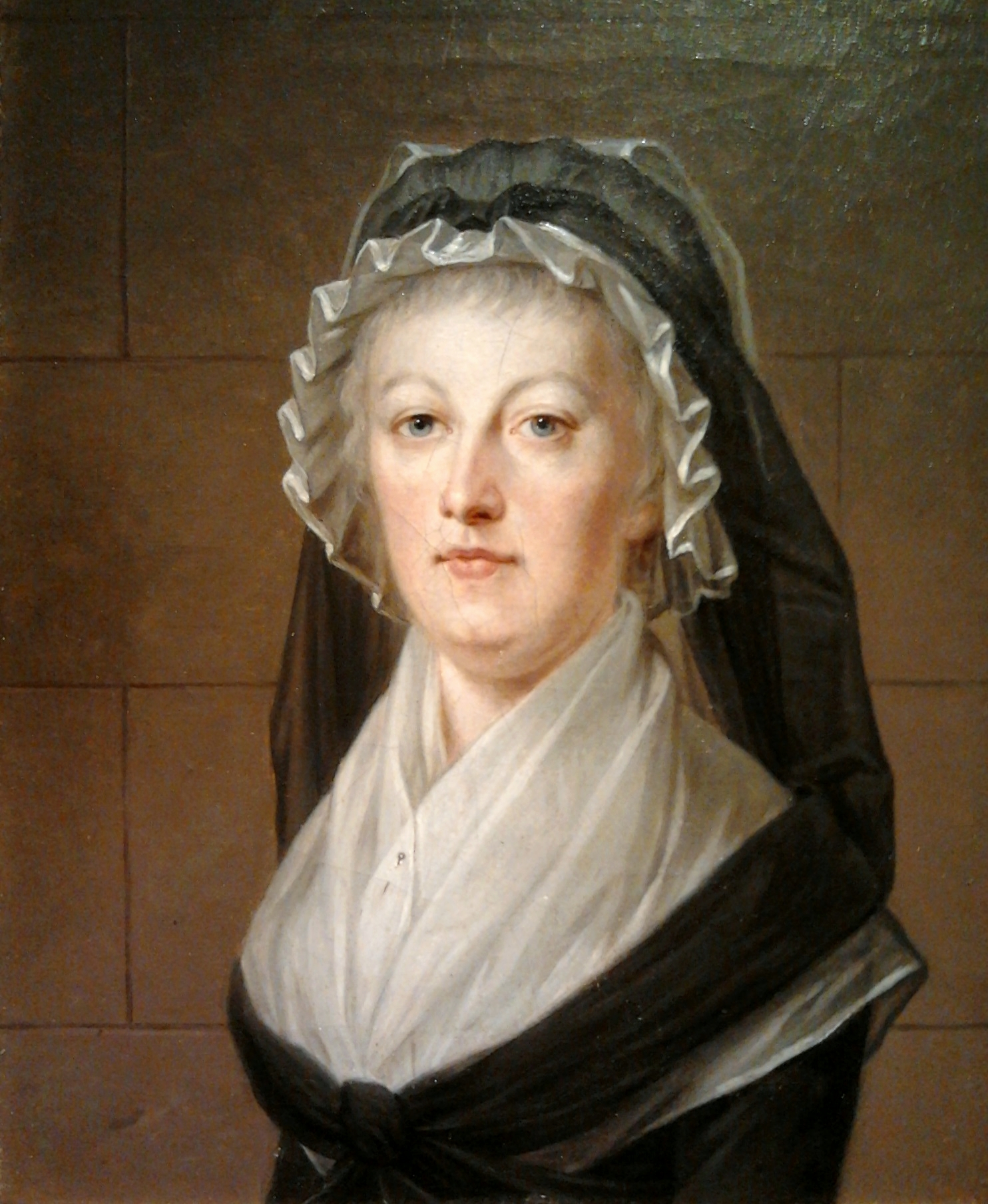
Mária Antónia királynő a börtönben (1793)
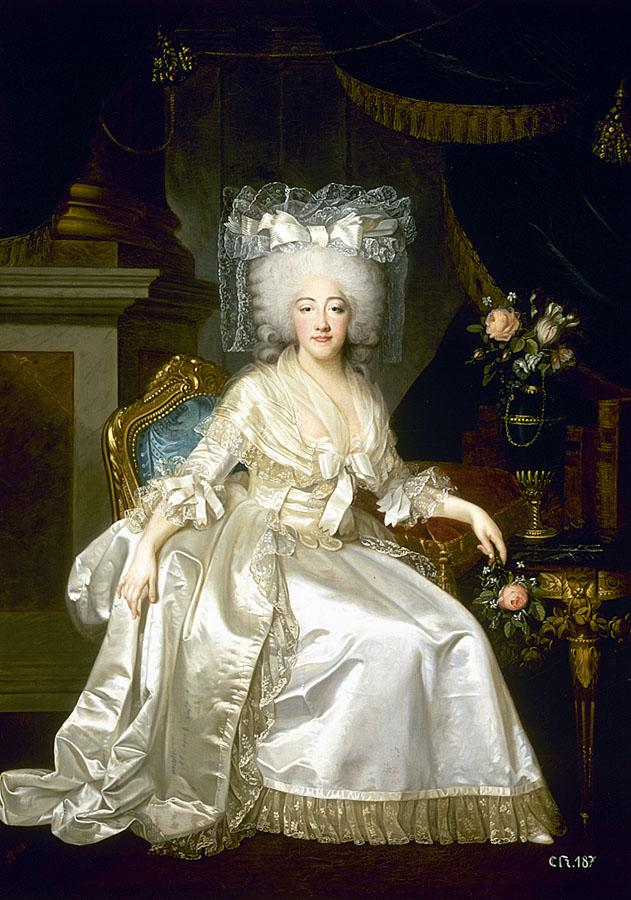
Savoyai Mária Jozefina
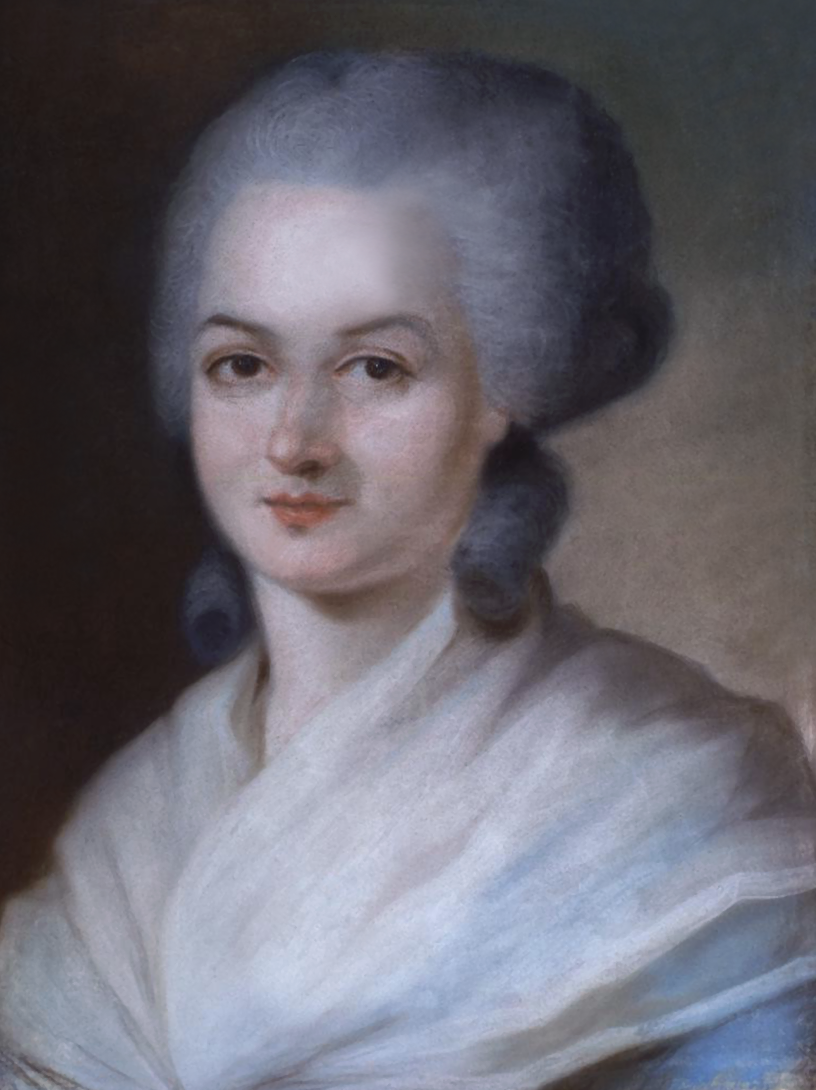
Olympe de Gouges (1793 előtt)
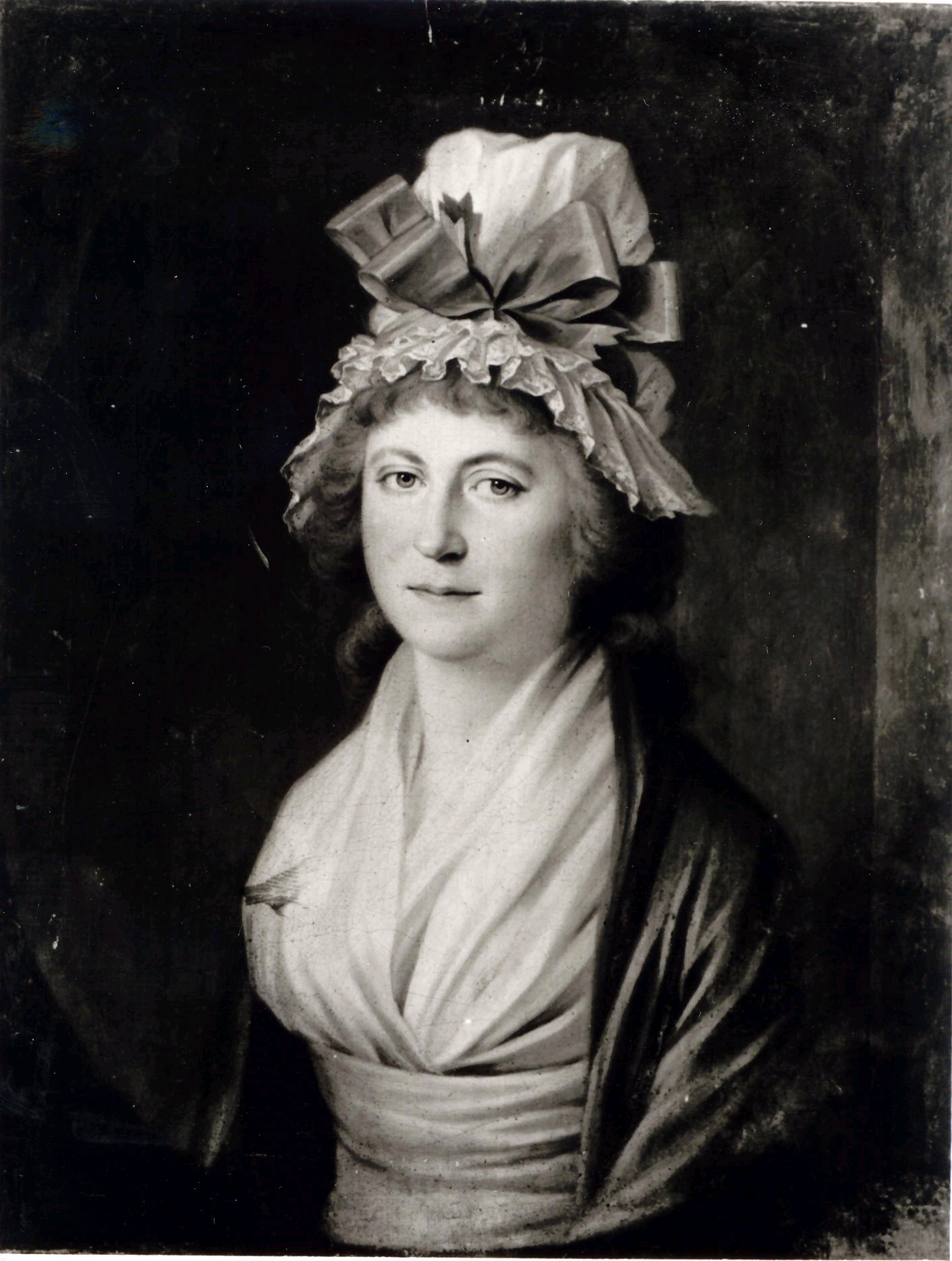
Női portré (a második világháború alatt elveszett))

## Fordítás
- Ez a szócikk részben vagy egészben  az   Alexander Kucharsky című angol Wikipédia-szócikk ezen változatának fordításán alapul.  Az eredeti cikk szerkesztőit annak laptörténete sorolja fel. Ez a jelzés csupán a megfogalmazás eredetét és a szerzői jogokat jelzi, nem szolgál a cikkben szereplő információk forrásmegjelöléseként.